# Tùng Giang (nhạc sĩ)
Tùng Giang (17 tháng 11 năm 1940 - 4 tháng 6 năm 2009) là một nhạc sĩ nhạc trẻ ở Việt Nam Cộng hòa và sau 1975 sang định cư ở Hoa Kỳ. 

## Tiểu sử
Ông tên thật là Phạm Văn Lượng, sinh ngày 17 tháng 11 năm 1940 tại Campuchia, nhưng thời niên thiếu lại sống ở thành phố Nha Trang. Xuất thân từ một gia đình nghệ sĩ (mẹ Tùng Giang là Cô Ba Được, một đào hát cải lương rất nổi tiếng thuở đó) nên vừa học xong trung học thì Tùng Giang đã bỏ quê lên tỉnh theo tiếng gọi của nghệ thuật. Với lòng đam mê sân khấu, Tùng Giang đã nhận nhiều vai trò hay nhiệm vụ để có cơ hội và hoàn cảnh được hoạt động âm nhạc và kịch nghệ. Ông đã từng phục vụ trong đoàn kịch nổi tiếng Dân Nam bên cạnh các tên tuổi lớn như Ba Vân, Túy Hoa và Túy Phượng v.v... 
Rồi ông thọ giáo nhạc sĩ Huỳnh Hớn và trở thành một trong số những tay trống cừ khôi nhất của các ban nhạc trẻ nổi tiếng ở Việt Nam, như Ban nhạc The Strawberry Four, Top 5. Ban nhạc The Strawberry Four gồm có: Đức Huy (lead guitar), Tuấn Ngọc (rhythm guitar), Billy Shane (bass) và trống là Tùng Giang. Tùng Giang là tay trống trong ban “Top 5” cùng với Tuấn Ngọc, Thụy Ái, Quốc Hùng và Minh Phúc.
Tên tuổi Tùng Giang càng nổi bật thêm vì tài sáng tác, tuy viết không nhiều, nhưng hầu hết các nhạc phẩm của anh đều được đón nhận một cách nồng nhiệt và vẫn tiếp tục được các ca sĩ thuộc thế hệ trẻ trình bày cho đến ngày hôm nay.
Tuy nhiên thành tích đáng kể nhất của nhạc sĩ Tùng Giang là sự khai phá ra kỹ nghệ "phòng thu âm" các tác phẩm âm nhạc cho cộng đồng người Việt tại hải ngoại sau năm 1975. Rời Việt Nam năm 1975, ống đến sống tại Cali, và làm phòng thâu âm. hời gian đó, Tùng Giang có đặt lời Việt cho hơn 30 nhạc bản Hoa và Anh-Mỹ. Tùng Giang là người đi tiên phong trong lãnh vực thu âm bài hát Việt, ông đã phổ biến và lưu truyền các tác phẩm giá trị của Việt Nam trong những thập niên đầu kể từ khi kỹ thuật và máy móc còn rất thô sơ. Nhưng cũng chính nhờ vậy mà nền âm nhạc VN tại hải ngoại không bị mai một. Hầu hết các cuộn băng cassette rất giá trị của Khánh Ly, Sĩ Phú, Lệ Thu, Khánh Hà, Vũ Thành An, Từ Công Phụng, Phạm Duy, v.v... đều do bàn tay của Tùng Giang chăm sóc và nắn nót từng câu hát, từng tiếng đàn. Và cũng từ những phòng thu do Tùng Giang làm chủ, ông đã lần lượt giới thiệu đến người yêu nhạc các giọng hát lần đầu tiên cất tiếng ca như Diễm Liên, Phi Nhung, Thanh Hà, Kỳ Duyên, v.v... Ngoài ra vào thời gian đó Tùng Giang còn cộng tác với người bạn thân là Trường Kỳ xuất bản tờ báo "Hồng" dành riêng cho giới trẻ yêu nhạc tại hải ngoại.
Tùng Giang nổi tiếng trong làng nhạc trẻ Việt Nam cùng với các bạn nhạc sĩ như Jo Marcel, Nam Lộc, Trường Kỳ.
Năm 2000, ông phát hiện mình bị ung thư gan. Ông bán phòng thu, về Việt Nam một thời gian. Tại đây ông sống ở Buôn Mê Thuột, lấy vợ, có thêm một con trai. Ông cắt một bên gan. Sau đó ông bị u phần gan còn lại. Ông sang lại Mỹ và phẫu thuật gan tiếp.
Năm 2005, Tùng Giang cùng với Quốc Dũng và Châu Kỳ được vinh danh trong Paris By Night 78 - Đường Xưa của trung tâm Thúy Nga.
Nhạc sĩ Tùng Giang từ trần tại California ngày 4 tháng 6 năm 2009. 
Nhạc sĩ có sáu người con. Con gái đầu Giáng Ngọc.

## Tác phẩm
Ông để lại rất nhiều bản thu - hòa âm của những tác phẩm âm nhạc Việt Nam từ trước năm 1975 trong các studio ở hải ngoại mà một thời ông từng làm chủ.
Ông còn sáng tác các bài hát như sau:
- Anh Đã Quên Mùa Thu (sáng tác chung với Nam Lộc)
- Anh Ở Đâu?[1] (viết lời Việt)
- Bến Thượng Hải[2] (viết lời Việt chung vơi Giáng Ngọc)
- Biết Đến Thuở Nào (sáng tác chung với Trường Kỳ)
- Biền Vắng
- Chỉ Riêng Mình Em Hiểu
- Cuộc Tình Xưa
- Đêm Cuối Cùng Bên Anh
- Điệp Khúc Buồn
- Goodbye My Love (viết lời Việt)
- Mỹ Lan (viết lời Việt)
- Người Yêu Ơi Giã Biệt
- Người Tình Người Đẹp Xinh Xinh
- Paris Và Em
- Phone Cho Em (viết lời Việt)
- Ta Hôn Nhau Trong Công Viên
- Theo Lá Vàng Bay
- Tình Nhạt Phai (Caravan of life)
- Tôi Với Trời Bơ Vơ
- Từ Khi Anh Gặp Em
- Từ Lúc Em Đi